# One-man live 2017 at 日比谷野外大音楽堂
『one-man live 2017 at 日比谷野外大音楽堂』（ワンマンライブ2017 アット ひびややがいだいおんがくどう）は、andropの4作目のライブ映像作品。2018年1月10日にリリースされた。

## 概要
本作は、2014年8月にリリースされた『LIVE DVD & Blu-ray one-man live 2014 at 国立代々木競技場・第一体育館』以来、約3年5ヶ月ぶりの映像作品となる。andropが2017年10月28日に日比谷野外大音楽堂にて初めて開催した野外単独ライブの模様が収録されている。
また、本作はシングル『Joker』と同時発売され、本作とシングル『Joker』を合わせて購入すると、抽選で特製グッズがプレゼントが当選するキャンペーンが実施された。そのほか、特典として、2作同時発売を記念して2018年1月26日に東京都内某所で開催されるスペシャルトークイベントに応募できるシリアルコードが封入された。
リリースに先駆け、2017年12月18日に『Joker』の映像、12月20日に本編のダイジェスト映像（ショートバージョン）がYouTubeにて公開された。

## 収録曲
1. Kasumi
インストゥルメンタル曲。どの作品にも収録されていない未発表曲である。
2. BGM
3. Nam(a)e
4. Youth
5. Ryusei
6. Melody Line
7. Kaonashi
8. Bright Siren
9. Tonbi
10. Rising Star
11. Astra Nova
12. Human Factor
13. Ghost
14. Tokei
15. Songs
16. Prism
17. Run
18. Voice
19. Yeah! Yeah! Yeah!
20. SOS! feat. Creepy Nuts
Creepy NutsのR-指定がゲストとして参加。なお、もう1人のメンバーであるDJ松永も出演予定であったが、風邪のため欠席した。
21. Joker
本作と同時発売となったシングルの表題曲。本公演で初披露となった。
22. Image Word